# بیریبا
بیریبا یا سیب شکری وحشی (نام علمی: Rollinia deliciosa) نام یک گونه از تیره آنوناسه است.